# (296) Phaéthuse
Pour les articles homonymes, voir Phaéthuse (homonymie).
(296) Phaéthuse (désignation internationale (296) Phaëtusa) est un astéroïde de la ceinture principale par Auguste Charlois le 19 août 1890.
Il porte le nom de Phaéthuse, une nymphe de la mythologie grecque.